# Johannes Schmidt (Politiker, 1889)
Johannes Schmidt (* 10. Februar 1889 in Osdorf; † 6. März 1949 in Coswig (Anhalt)) war ein deutscher Tischler, Gewerkschaftsfunktionär und Politiker.

## Leben
Schmidt war Tischler in Schönberg. Von 1913 bis 1919 war er Vorsitzender der SPD im Fürstentum Ratzeburg sowie Vorsitzender des Holzarbeiterverbandes in Schönberg und – ab 1915 – auch Vorsitzender des dortigen Gewerkschaftskartells. 1919 gehörte er der Verfassunggebenden Versammlung von Mecklenburg-Strelitz an. Im Oktober 1919 zog er nach Kirchheim unter Teck in Württemberg. Dort war er bis 1933 Geschäftsführer des Holzarbeiterverbandes.